# 9-я Московская стрелковая дивизия народного ополчения (Кировского района)
9-я Московская стрелковая дивизия народного ополчения (Кировского района) — 9 дНО, воинское соединение СССР в Великой Отечественной войне.

## История
Дивизия формировалась в клубе кондитерской фабрики «Рот-фронт» по адресу 2-й Новокузнецкий переулок, дом 13/15. В дивизию записывались добровольцы Кировского района города Москвы, а также фабрик и заводов:
- Краснохолмский комбинат;
- Завод имени Калинина;
- Фабрика «Парижская коммуна»;
- Завод точных приборов;
- Завод «Красный блок»;
- Мосэнерго,
- Кожевенный завод имени Тельмана;
- Завод «Мосппасткож»;
- Лентоткацкая фабрика;
- Фабрика «Красный суконщик»;
- Авиапромснаб;
- Завод Станконормаль;
- Фабрика «Рот-фронт»;
- 1-я образцовая типография.[2]

30 июля 1941 года включена в состав 33-й армии.
26—27 августа 1941 года к дивизии присоединились 71 человек, призванные Боровским РВК
В сентябре 1941 года возводила оборонительные сооружения в районе Малоярославца, занималась боевой подготовкой. В середине сентября выдвинулась в район северо-восточнее города Ельни. Там 20 сентября была передана в 24-ю армию и начала выдвижение в район деревни Ушаково Ельнинского района. На 26 сентября численность дивизии составляла 11 540 человек, в том числе 821 человек среднего и старшего комсостава, 1328 младших командиров.
В соответствии с директивой заместителя Наркома обороны СССР № Орг./2/540124 от 19.09.1941 переименована в 139-ю стрелковую дивизию.
В составе Действующей армии с 30.07.1941 по 26.09.1941.

## Состав
При формировании:
- 1, 2, 30, 17-й запасной стрелковые полки;
- 45-мм и 76-мм отдельные артиллерийские дивизионы;
- отдельный артиллерийский дивизион;
- отдельная самокатно-разведывательная рота;
- сапёрный батальон;
- отдельная рота связи,;
- медико-санитарный батальон;
- автотранспортная рота.

с 01 сентября 1941-года:
- 1300, 1302 и 1304 стрелковый полки;
- 976 артиллерийский полк;
- 700 отдельный зенитный артиллерийский дивизион,
- 475 разведывательная рота;
- 864 отдельный батальон связи;
- 498 медико-санитарный батальон;
- 342 отдельная рота химзащиты;
- 310 автотранспортная рота;
- 267 полевая хлебопекарня.

## Подчинение[1]
| Дата              | Фронт (округ)   | Армия      | Корпус (группа) | Примечания |
| ----------------- | --------------- | ---------- | --------------- | ---------- |
| 30 июля 1941 года | Резервный фронт | 33-я армия |                 |            |

## Командиры
- Бобров, Борис Дмитриевич (02.07.1941—26.09.1941) генерал-майор[1].